# ヴラド・ドラクラ
『ヴラド・ドラクラ』は、大窪晶与による日本の漫画。エンターブレイン発行の年10回刊誌『ハルタ』において奇数月号で連載中。ブラム・ストーカーの小説『吸血鬼ドラキュラ』に登場する吸血鬼・ドラキュラ伯爵のモデルの一人として知られ、串刺し公・暴君と恐れられた15世紀のワラキア公国の君主ヴラド3世を主人公に据え、彼とワラキアの貴族勢力やオスマン帝国との闘いを描く歴史ロマン。

## あらすじ
15世紀中期。南にヨーロッパに勢力を拡大するオスマン帝国、西にカトリックの大国ハンガリー王国。ふたつの強国に挟まれた弱小国・ワラキア公国（現・南ルーマニア）にひとりの若き公が即位した。その名は、ヴラド3世。専横を極める貴族勢力に対して公権は弱体な上、近隣の大国の圧力にもさらされる中、ヴラドはワラキアを護るための闘いを開始する。

## 登場人物

### ワラキア公国

#### 公家
ヴラド3世
本作の主人公。ドラクレシュティ家出身のワラキア公。父・ヴラド2世の命でオスマン帝国にて人質生活を送っていたところ、父と兄ミルチャが暗殺される。オスマンの支援によって公座に即位するものの、2か月足らずで政敵・ヴラディスラヴによって失脚。ヴラディスラヴの手から逃れるため、叔父・ボグダン2世が治めるモルダヴィア公国へ亡命、ボグダン2世が暗殺された後は従弟であるモルダヴィア公子・シュテファンとともにトランシルヴァニアに逃れていたが、今度はハンガリー王国の推挙によってヴラディスラヴから公座を奪還、貴族支配に対する闘いを開始する。
二度目の治世の初めに、ハンガリーと対オスマン防衛盟約に調印したが、その直後にオスマンからヴラドを正式な君公と認める代償として貢納金6000ダカットの支払いを求める使者が到着。公室評議会が反対する中、スルタン・メフメトの性格を知るヴラドは独断で貢納金を支払うと使者に返答する。評議会決定を無視した返答に貴族たちは騒然となり、使者の殺害も辞さない強硬派を抑えるためにヴラドはワラキア最大の実力者・アルブに跪いて助力を乞い、彼の鶴の一声で貴族たちは鎮まった。
名門貴族の次男・コンスタンティン、父の重臣・リナルトという信頼できる側近を得たヴラドは、公と同様に貴族特権に苦しむ首都の商人層との提携、シュテファンのモルダヴィア公座奪還戦への派兵、親衛隊の強化などの政策を進めていく。
誰に対しても丁寧な物腰で接し、慎重に振舞うが、必要な時には果断な行動をとる。
ヴラド2世
ヴラドの父でワラキア公。ドラクレシュティ家の創始者。ヴラドを長男ミルチャの代わりに人質としてオスマンに送りこんだ。ヴラディスラヴ派の貴族に裏切られて暗殺された。リナルトとは強い主従関係を結んでいた。
ミルチャ
ヴラドの兄。ヴラド2世の後継者だったが、父とともに貴族に暗殺された。顔立ちは、ヴラドより、従弟のシュテファンに似ている。
ヴラディスラヴ
ヴラドの家系と対立するダネスティ家出身のワラキア公。ハンガリーの支援を受けて、ヴラドの一度目の治世を2か月足らずで崩壊させ、自らが公座に就いたが、８年の亡命生活を経て帰国したヴラドに公座を奪還され、処刑された。
ダン・ダネスティ
ヴラディスラヴの息子でワラキア公位継承権保持者。支持者らと共にトランシルヴァニアに滞在し、公座奪取を企てる。ハンガリーの支援をとりつけることに成功していたが、ヴラドが流言を用いてハンガリー国内を攪乱したため、反故にされた。また、ヴラドに汚名を着せるため、彼の名を騙ってトランシルヴァニア襲撃を行った事件を逆に威圧に利用されて各地の協力者が怖気づいてしまった。トランシルヴァニア辺境に身を潜め、ハンガリー王がマーチャーシュに代替わりした後、軍勢を率いてワラキアの村ルカールを襲撃するが、ヴラドの仕掛けた罠だったため、捕らえられて自らの墓穴を掘らされた後、斬首された。

#### 貴族
アルブ
ワラキアの大貴族で国土の3分の1を掌握する国内一の実力者。尊大な老人で4代前の公・アレクサンドルの治世には実質、政権を掌握していたが、普段は公の場には出てこない。オスマンへの貢納金支払いを巡る騒動の際にはヴラドに手を差し伸べたが、彼を次第に警戒するようになり、公室評議会で一旦、承認されたシュテファンのモルダヴィア公座奪還戦への派兵提案を圧力をかけて却下させた。自力でモルダヴィア派兵軍を集めるなど、自らに従わないヴラドに激怒し全面蜂起を決意したが、病に倒れる。そのため、ヴラドとの対決は当面は見送られることになった。ヴラドによる大貴族粛清後の戦闘では、兵数では上回っていたものの部下たちが恐怖にかられたこともあってあっけなく敗北。ヴラド自身の手で斬首される前に「覚悟せよ。恐れられる支配者とは孤独だぞ」と言い残し、従容として死に就いた。彼と一族の首は都で晒された。
コンスタンティン
ワラキア公家の傍流である名門貴族・ストイカ家の次男。不遜な兄に対し、誠実で領民の期待も高い徳のある性格。嫡男である兄に人望を妬まれ出家させられていたが、ヴラドの後押しで兄を押しのけて家督を継ぎ、父の逝去により空席となっていた公室評議員に就任する。以後、忠実な側近としてヴラドを影から支えつつ、アルブ陣営に潜入する。ヴラド派であることが発覚したことでウドリシテの襲撃を受けるが、公親衛隊が駆けつけたため無事だった。ヴラドの全権掌握後の人事で、初代・軍監察官（アマルシュ）に任命される。
リナルト
ヴラド2世の重臣だったが、10年前、ヴラディスラヴにより宮廷を追われ隠遁生活を送っていた。貴族の専横や、それによる国の衰微を憂う良識派。最後の仕事のつもりでヴラドの望んでいた商人たちとの会合の実現に尽力した。宮廷復帰を渋っていたが、ヴラドの熱意に打たれて内膳長（ストルニック）就任を承諾し、彼をヴラド2世同様に支える。ハンガリーがダン支持を決めたことが発覚した際には、トランシルヴァニアのフニャディ家に使節として派遣され、マーチャーシュにハンガリー王座奪取を勧め、躊躇う臣下たちを自身の右目を抉って一喝した。臣下たちを決起させることに成功して帰還した後、侍従長（ポステルニック）に転ずる。家族を人質にとられたマリウスに、彼の求めに応じて人払いをした直後に刺され、最後までヴラドを気にかけながら薄れ行く意識の中で腕を掴んだ相手（実はヴラド本人）に公を頼むと訴えつつ息を引き取った。
コドレア
太政官（ヴォルニク）として公室評議会の中心的な存在であり、これまで9人の公に仕えてきた。国の根幹と考える評議会の権威を保つことを重んじヴラドに抵抗したが、リナルトらの忠臣を殺害されて反対派貴族粛清の決意を固めたヴラドによって他の高官らと共に串刺し刑に処された。
マネア・ウドリシテ
若手の公室評議員。対オスマン強硬派。他の貴族同様、公の権威を軽んじている。前君公・ヴラディスラヴの遠縁と言われていたが、実は庶子で、義兄弟のダンとは馬が合う。アルブの命を受け、密かにトランシルヴァニアのダンと接触する。コンスタンティン殺害を企てるが取り押さえられ、連行される前に自決した。
イオネスク
アルブの側近だが極めて小心。アルブの意に沿わないヴラドを幽閉するための軍の指揮官に任命され他二名の貴族と共に反乱を起こすが、ヴラドの恫喝に屈し、共犯の貴族の斬首を強いられた後、軍もろともヴラド派に寝返る。事後、命はとられなかったものの塔牢獄送りとなった。
イオン
ストイカ家嫡男。亡くなった父の弔問にやって来たヴラドに対し不遜な態度をとった。父の跡を継いで公室評議員に就任することになっていたが、ヴラドの画策により庶子とみなされ評議会から任命を白紙撤回される。その後、荒れた生活を送っていたがヴラドの手の者によって暗殺された。
チェルニク・ヴラクス
盗賊騎士。ヴラディスラヴの治世に反アルブを掲げたため虐げられていた。名誉回復を条件にシュテファンのモルダヴィア公座奪還戦のための戦力を集めていたヴラドの元に馳せ参じる。腕が立ち、公親衛隊の隊長（カピタン）を務める。ヴラドをして「リナルトとストイカが私の両腕ならば、チェルニクは剣」と言わしめた人物。
ガレシュ
小貴族。ヴラディスラヴの治世に反アルブを掲げたため虐げられていた。名誉回復を条件にシュテファンのモルダヴィア公座奪還戦のための戦力を集めていたヴラドの元に馳せ参じる。ヴラドの全権掌握後の人事で、太政官（ヴォルニク）に任じられる。
ブラトゥ
小貴族。ヴラディスラヴの治世に反アルブを掲げたため虐げられていた。名誉回復を条件にシュテファンのモルダヴィア公座奪還戦のための戦力を集めていたヴラドの元に馳せ参じる。軍事畑。
ウルジカ
小貴族。前年の徴税水増しをただ一人糾弾したことを評価され、ウラドによって本来は大貴族しか就けない要職である大蔵卿（ヴィスティエール）に抜擢される。しかし、直後に反対派貴族らの手の者によって暗殺された。
アヴェレスク
公剣保持職（スパタール）。ヴラド派貴族。反対派貴族に暗殺された。
クレトゥ
評議会主任。ヴラド派貴族。反対派貴族に暗殺された。
マリウス
内膳長代理。ヴラド派だが、反対派貴族に家族を人質に取られてリナルトを殺害した。

### モルダヴィア公国
シュテファン
ヴラドの従弟。モルダヴィア公・ボグダン2世の息子。やや軽薄な優男。父の暗殺を受けてヴラドと共にトランシルヴァニアに亡命。その後、ヴラドのワラキア公座復帰によってワラキアに滞在。ヴラドの支援を受け、モルダヴィア公即位を果たし大公（チェルマーレ）と称されるようになる。
ボグダン2世
モルダヴィア公。ヴラドの母方の叔父でシュテファンの父。ヴラディスラヴに敗北し、モルダヴィアに逃れてきたヴラドを保護した。自身に反逆した貴族を赦免するなど温厚かつ寛大な人物で、人と人とのつながりを大切にし、大国に抗するためには小国同士の結束が重要と考えていたが、貴族に暗殺された。

### ハンガリー王国
マーチャーシュ・コルヴィヌス
トランシルヴァニアを地盤とするハンガリーの大貴族・フニャディ家の当主。リナルトが王座奪取を勧めた際にも、以前、兄がラースロー5世に処刑されたこともあり、慎重な態度を崩さなかった。しかし、ヴラドがトゥルゴヴィシテの商人らを使ってハンガリー各地にフニャディ家蜂起の流言を広めたことによって、決起せざるを得なくされる。その後、ラースロー5世の死去を受けてハンガリー国王に即位した。
フニャディ・ヤーノシュ
マーチャーシュの亡父でトランシルヴァニア総督。ラースロー5世の摂政を務め、ワラキアとモルダヴィアにも権力を誇った。モルダヴィアから逃れてきたヴラドを庇護し、王に謁見させた。当初はヴラディスラヴをワラキア公に据えていたが、ヴラディスラヴがオスマンに接近しつつある証拠をヴラドに示されたことで、ヴラドを側近として認め、ワラキア公に推す。彼の死後、フニャディ家と王家の関係は緊張する。
イロナ・シラージ
マーチャーシュの従妹。ワラキア、ハンガリー間の同盟強化のためヴラドに嫁ぎ、ワラキア公妃となる。王の忠実な密偵だが、偽情報を流してダンを罠にはめるため、ヴラドに利用された。溝がある両君主間の窓口の役目も担う。
ラースロー5世
病弱で政務は宮中伯らの側近にまかせきりだった。フニャディ家との内乱中、17才の若さで病死する。
ラヨシュ
ハンガリーからワラキアに派遣された使節。ヴラドに食事に招かれた際、人肉の入ったチョルバをむりやり食べさせられ、訪問の真の目的がワラキア貴族たちをダン支持でまとめることにあったと白状した。ワラキアとハンガリーとの決定的な決裂を避けるため、命まではとられることなく解放された。帰国後、ダンを支援して暗躍する。

### オスマン帝国
メフメト2世
オスマン帝国第7代皇帝（スルタン）。東ローマ帝国の首都・コンスタンティノープルを陥落させた征服者（ファーティフ）。自らに従わない国には容赦なく侵攻する。少年時代にオスマンの人質となっていたヴラドとは旧知の仲で、将来の右腕と頼んでいた。貢納金6000ダカットを支払ったヴラドを正式なワラキア公として承認したが、まもなくその額を10000ダカットに引き上げる。ヴラドがこれを拒否したため対決は避けられないものとなった。

## 登場する国家
ワラキア公国
バルカン半島の要衝に位置するルーマニア人正教徒の小国。オスマン帝国・ハンガリー王国の二大国に挟まれているため統治が困難で、一世紀の間に延べ32人の公（ヴォエヴォド）が交替するなど政権が安定しない。公の権威失墜とは対照的に地主貴族（ボイェリ）の勢力は強くなり、建前上、全権を保有するはずの公の権力は大貴族を中心とする公室評議会によって著しく制限されている。かつては列強にも引けを取らない存在だったが、貴族達の専横もあり国力が低下している。首都はトゥルゴヴィシテ。
オスマン帝国
ワラキアの南に位置する、ヨーロッパ侵攻中のイスラム教の大国。ワラキアに多額の貢納を迫る。首都はコンスタンティノープル。
モルダヴィア公国
ワラキアの北東に位置する、ルーマニア人正教徒の小国。首都はスチャバ。
ハンガリー王国
ワラキアの西に位置するカトリックの大国。オスマン帝国とは対立しており、地政学的にも重要なワラキアにも干渉する。当時のハンガリーは、現代ではルーマニア領であるトランシルヴァニアも勢力圏としていて、ワラキアでは国内におけるトランシルヴァニア商人の横暴が問題になっている。首都はブダ。

## 書誌情報
- 大窪晶与 『ヴラド・ドラクラ』 KADOKAWA〈ハルタコミックス〉、既刊8巻（2024年11月15日現在）
  1. 2018年2月15日発売[2]、ISBN 978-4-04-734837-0
  2. 2019年2月15日発売[4]、ISBN 978-4-04-735355-8
  3. 2020年2月15日発売[5]、ISBN 978-4-04-735798-3
  4. 2021年2月15日発売[6]、ISBN 978-4-04-736277-2
  5. 2021年11月15日発売[7]、ISBN 978-4-04-736769-2
  6. 2022年11月15日発売[8]、ISBN 978-4-04-737047-0
  7. 2023年11月15日発売[9]、ISBN 978-4-04-737655-7
  8. 2024年11月15日発売[10]、ISBN 978-4-04-738098-1